# Philipp Franz (Arenberg)
Philipp Franz von Arenberg (* 30. Juli 1625; † 17. Dezember 1674) (frz. Philippe François d’Arenberg) war erster Herzog von Arenberg und siebter Herzog von Aarschot und hochrangiger Militär in spanischen Diensten.

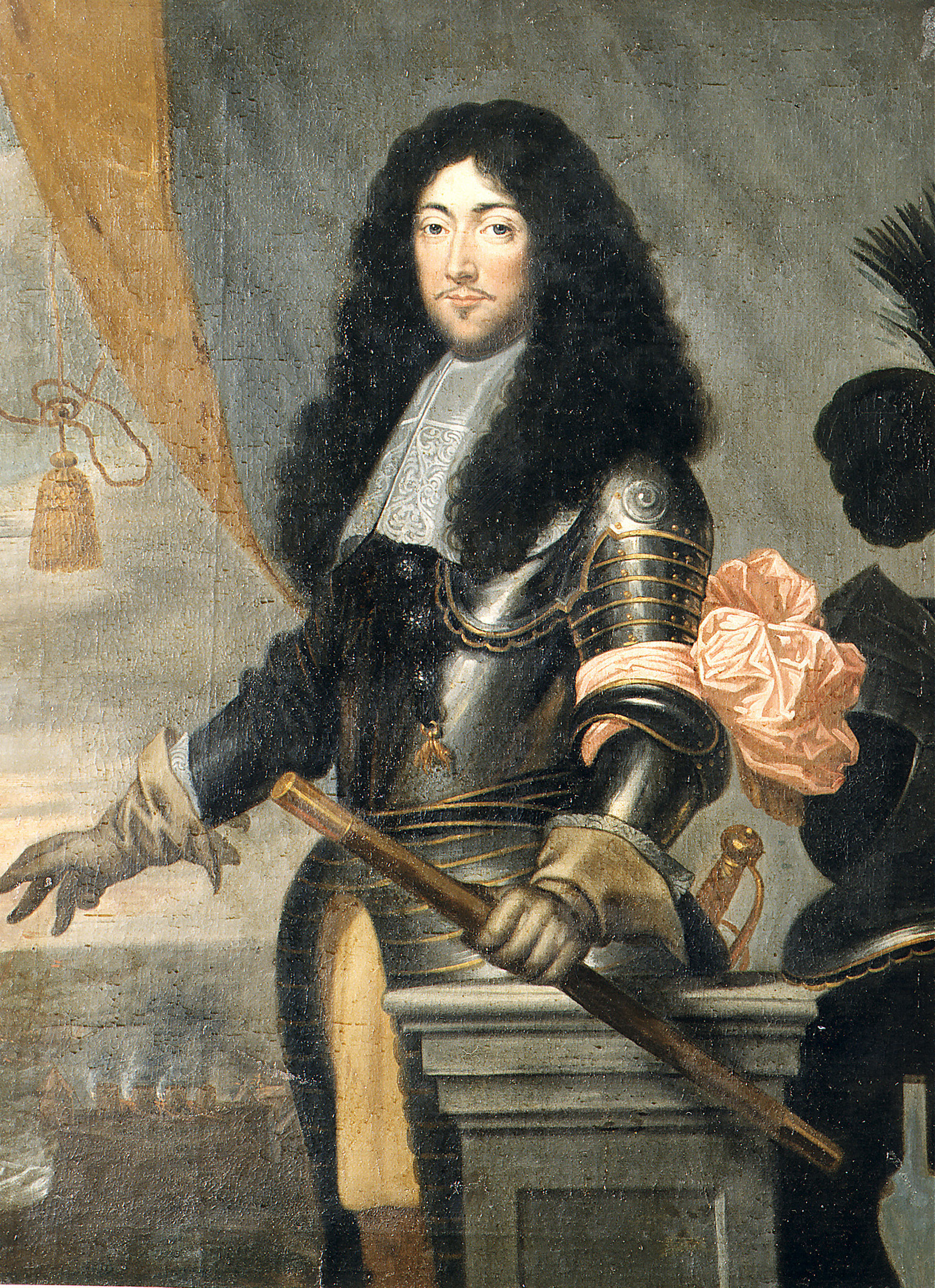
Philipp Franz von Arenberg

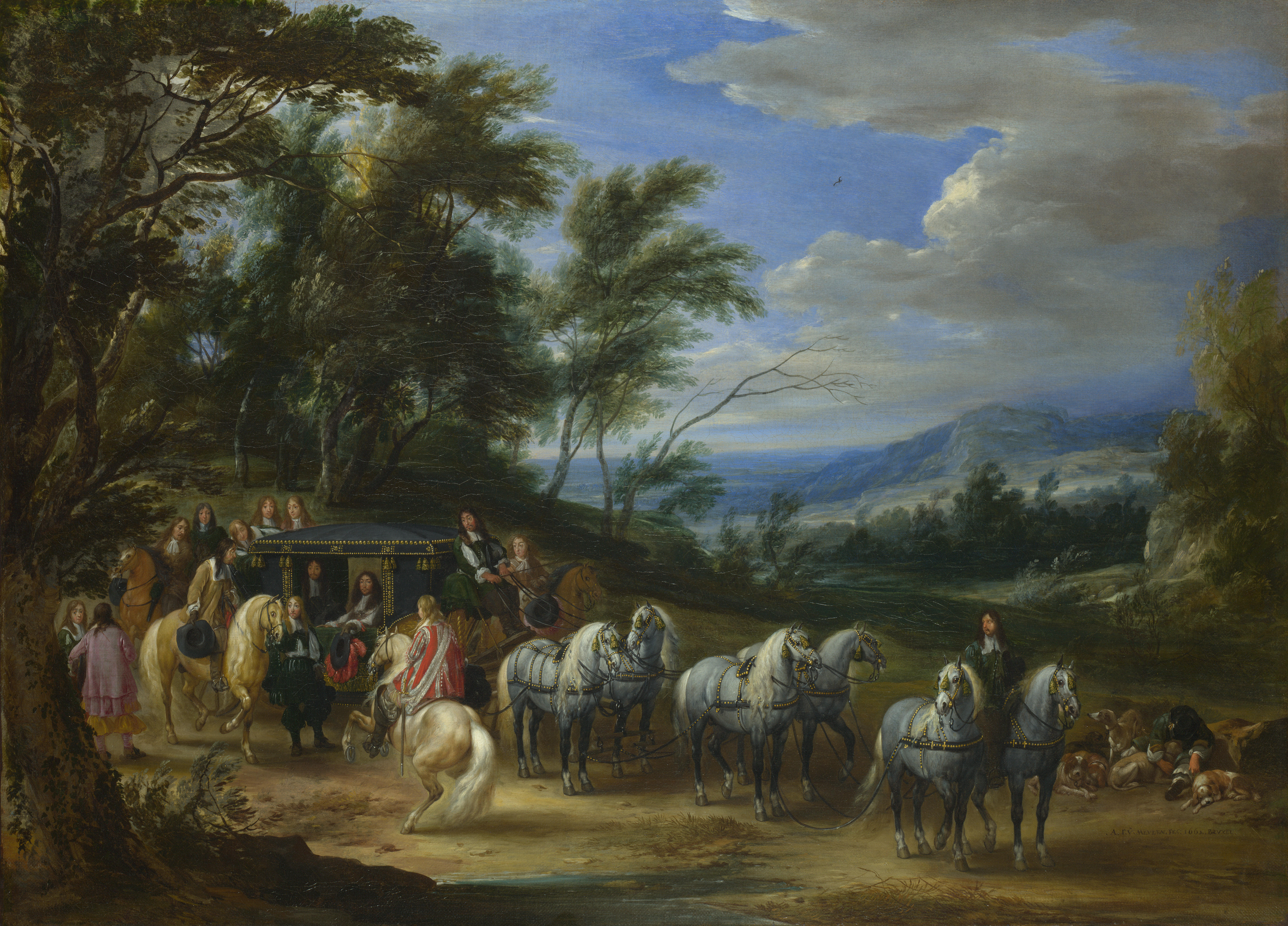
Adam Frans van der Meulen: Truppenbesuch von Philipp Franz von Arenberg

## Leben
Sein Vater war Philipp Karl von Arenberg, die Mutter war Claire Isabelle de Berlaymont, Comtesse de Lalaing. Er selbst heiratete Magdalena de Borja y Doria. Mit dieser hatte er zwei früh verstorbene Kinder.
Als Fürst von Arenberg folgte er dem Vater nach dessen Tod 1640 nach. Er lebte zunächst in Madrid und wurde früh Hauptmann der königlichen Leibgarde. Als solcher begleitete er Philipp IV. auf einer Reise nach Katalonien. Im Jahr 1644 wurden er zusammen mit seinem Bruder Karl Eugen und zweier Neffen in den erblichen Herzogsstand des Reiches erhoben. Der Hintergrund für die Erhebung war, dass seine Vorfahren während des Achtzigjährigen Krieges und während des Dreißigjährigen Krieges stets auf Seiten der Habsburger und gegen die Unabhängigkeitsbestrebungen der Niederländer gestanden hatten. Er war seit 1646 Ritter vom Goldenen Vlies.
Er überließ dem König von Spanien die Herrschaft Zevenbergen. Diese sollte im Zuge des Friedensabkommens zwischen Spanien und den Niederlanden an das Haus Oranien kommen. Dafür erhielt er die Herrschaft Faucogney mit 120 Dörfern in Hochburg und Venne.
Statt nach Spanien zurückzukehren. blieb er in den spanischen Niederlanden und übernahm zunächst das Kommando über ein spanisches Infanterieregiment, ehe ihm Erzherzog Leopold Wilhelm von Österreich 1651 ein deutsches Kürassierregiment übergab. Er nahm an den militärischen Kampagnen zwischen 1651 und 1658 teil und war 1654 etwa an der Belagerung von Arras beteiligt. Ebenso hatte er 1656 erheblichen Anteil an der Niederlage der Franzosen bei Valenciennes.
Er war Generalkapitän der Flotte in Flandern, Grand-Bailli und Generalkapitän und Gouverneur des Hennegau.
Es existiert ein Gemälde von Adam Frans van der Meulen die von Arenberg bei einem Truppenbesuch zeigt. Zusammen mit seinem Verwandten den Kapuzinerprovinzial Karl von Arenberg hat er maßgeblich zur Gestaltung der Gartenanlagen von Schloss Enghien beigetragen.